# 아이다호주의 대학 목록
다음은 미국 아이다호주의 대학 목록이다.
- 보이시 주립 대학교
- 브리검 영 대학교 아이다호
- 아이다호 주립 대학교
- 루이스 클라크 주립 칼리지
- 아이다호 대학교

## 폐교
- 구딩 칼리지

## 같이 보기
- 미국의 대학 목록
- 대학 목록